# Сім'я Джексона
Сім'я Джексонів — американська сім'я музикантів і артистів з Гері, Індіана. Багато дітей Джозефа Волтера (або Джо) і Кетрін Естер Джексон були успішними музикантами, зокрема брати, які створили бойз-бенд Motown Jackson 5 (пізніше відомий як Jacksons). Деякі з братів і сестер також мали успішну сольну кар'єру. Джо працював їхнім менеджером. Сім'я Джексонов, як музична група і як сольні виконавці, досягла успіху в сфері популярної музики з кінця 1960-х років і далі. Їх іноді називають «Першою родиною соулу» (титул, вперше присвоєний п’яти сходинкам), «Імператорською поп-сім’єю» або «Королівською поп-сім’єю», особливо після успіху Майкла і Джанет Джексон, першого з яких часто називають «королем поп-музики», а другу «королевою поп-музики».
- Кетрін (нар. 1930)
- Ребі (нар. 1950)
- Джекі (нар. 1951)
- Тіто (1953—2024)
- Джермейн (нар. 1954)
- Ла Тойя (нар. 1956)
- Марлон (нар. 1957)
- Брендон (1957–1957)
- Майкл (1958–2009)
- Ренді (нар. 1961)
- Джанет (нар. 1966)

Джексон 5 спочатку складався з Джекі, Тіто, Джермейна, Марлона та Майкла. У 1975 році Ренді змінив Джермейна. Майкл і Джанет вважаються найпопулярнішими членами сім’ї, оскільки обидва мали видатну сольну кар’єру та часто називаються двома найвпливовішими поп та R&B виконавцями в історії. Усі дев’ять братів і сестер Джексона мають золоті рекорди, а Ла Тойя стала першою сестрою Джексона, яка досягла цього (нагорода Syndicat National de l’Édition Phonographique за «Ніч реггі», яку вона написала у співавторстві для Джиммі Кліфф). Джанет стала першою чорношкірою жінкою, яка отримала нагороду Billboard Icon Award.
Джексони — одна з найвпливовіших родин в історії музики. У 1997 році Jackson 5 було введено до Зали слави рок-н-ролу. У 2001 році Майкл був запрошений як сольний артист, що зробило його одним із небагатьох, хто був запрошений двічі. Джанет приєдналася до своїх братів у 2019 році. Майкл, Джанет і Джексони були нагороджені зірками на Голлівудській алеї слави в 1980, 1984 і 1990 роках відповідно. У 2009 році телевізійний серіал під назвою «Джексони: Сімейна династія» відбувся на каналі A&E, в якому розповідається про те, як брати Джексони переживають раптову втрату Майкла та готуються до туру возз’єднання «Джексон 5».

## Перше покоління

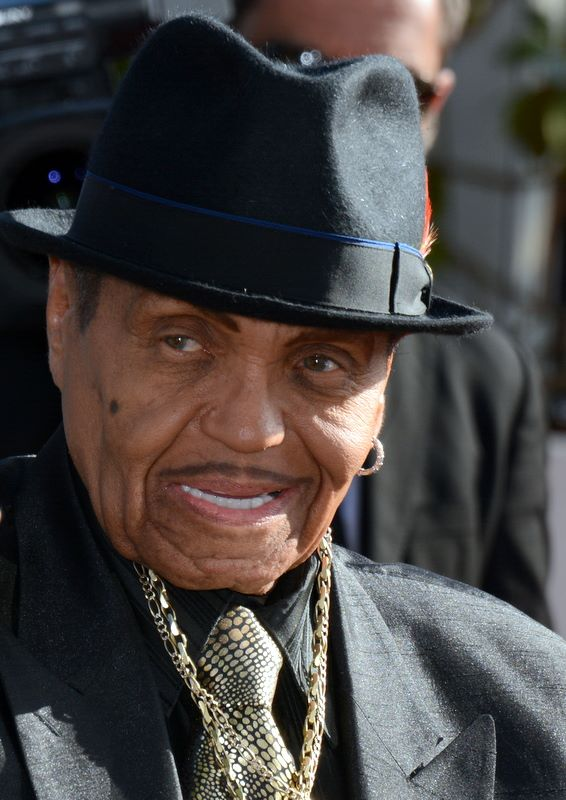
Джо Джексон у 2014 році

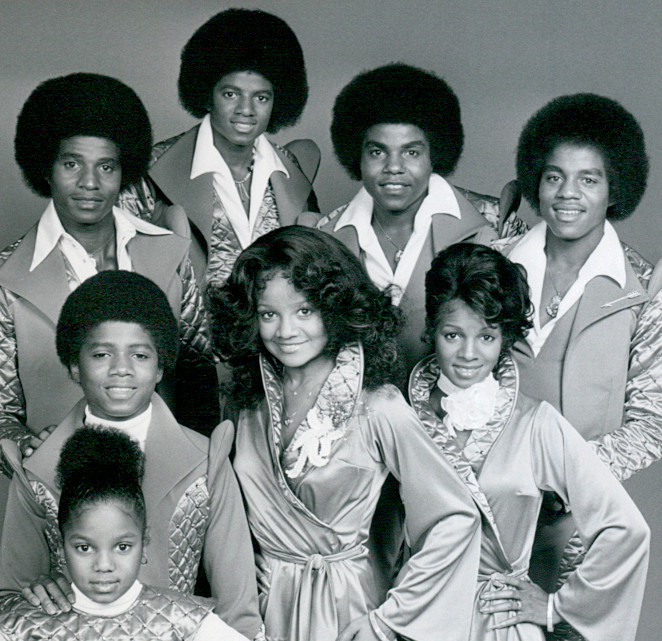
Брати і сестри Джексони з їхньої телевізійної програми The Jacksons. Спереду, зліва: Джанет, Ренді, Ла Тойя, Ребі. Ззаду, зліва: Джекі, Майкл, Тіто, Марлон. Примітка: через проблеми з контрактом Джермейн не був частиною телевізійної програми та не зображений.

Джозеф Волтер Джексон народився 26 липня 1928 року в Арканзасі, але виріс в Окленді, штат Каліфорнія, разом зі своїм батьком Семюелем Джексоном, шкільним учителем. У 18 років він переїхав до Східного Чикаго, штат Індіана, щоб побути зі своєю матір’ю Крістал Лі Кінг і здійснити свою мрію стати професійним боксером. У 21 рік Джозеф одружився з 19-річною Кетрін Скруз, відразу створивши сім’ю. Незважаючи на те, що він хотів досягти успіху в боксі, це не була робота для сім’янина, тому він отримав роботу оператора мостового крану в Inland Steel Company у Східному Чикаго. Його сім'я продовжувала стабільно зростати, і протягом шістнадцяти років у них з Кетрін був повний будинок дев'ятеро дітей. Джо Джексон завжди хотів досягти успіху, і хоча він не міг зайнятися боксом чи своєю короткою музичною роботою в 1950-х роках з групою Falcons, він побачив талант у своїх дітей, починаючи з Тіто та його вміння грати на гітарі.

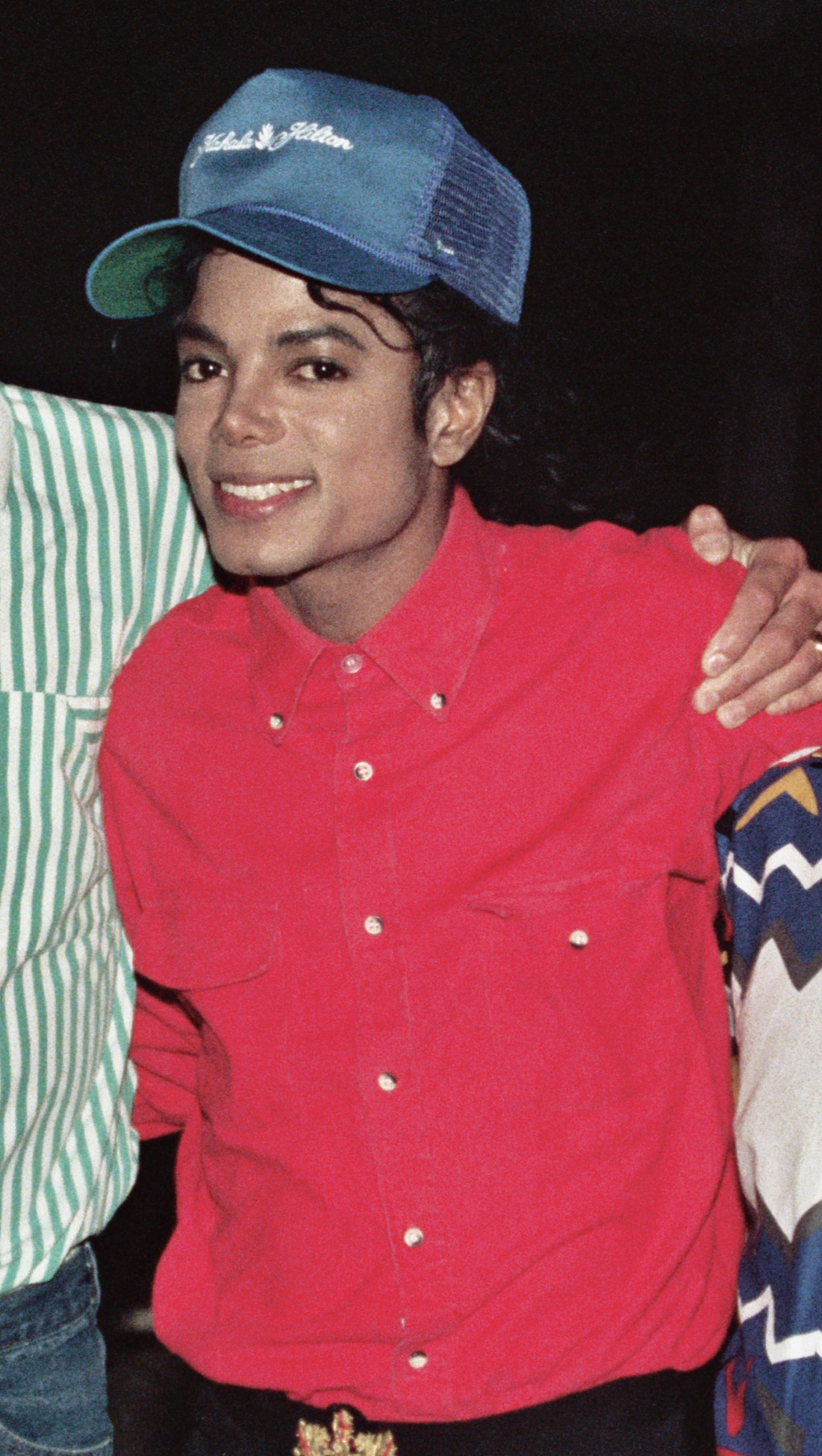
Майкл Джексон у 1988 році

Незабаром у 1964 році Джо Джексон створив групу зі своїх синів Тіто, Джермейна та Джекі під назвою The Jackson Brothers і став їхнім менеджером. Після кількох років проведення місцевих шоу талантів Джозеф розширив групу, включивши Марлона та Майкла, двох своїх молодших синів, а потім змінив назву на The Jackson 5 до 1966 року, залишаючись менеджером групи. Як їхній батько, він дотримувався дуже суворої дисципліни, а як їхній менеджер він проводив тривалі заняття зі співу та танців, сподіваючись підготувати їх одного разу досягти успіху. У серпні 1967 року група дебютувала в театрі Apollo в Гарлемі, штат Нью-Йорк, де перемогла на конкурсі Amateur Night. Гордон Кейт, власник і продюсер Steeltown Records в Гері, штат Індіана, виявив Jackson Five і підписав з ними перший контракт у листопаді 1967 року. "Big Boy", перша платівка хлопців, яку продюсував Кіт, вийшла 30 січня 1968 року. Він став місцевим хітом. У березні 1969 року вони підписали контракт із звукозаписною компанією Motown і стали відомі як Jackson 5. Група насолоджувалася славою, якої Джозеф Джексон прагнув у своєму житті. Він продовжував керувати The Jackson 5, щоб стати зірковим і після того, як гурт отримав багато хітів № 1 у чартах гарячих синглів Billboard; Джозеф перевіз їх до особняка в Енсіно, штат Каліфорнія, за свою власну здоровенну зарплату, яку він отримував як їхній менеджер на повний робочий день. Після багатьох років роботи гуртом і з Майклом як головним вокалістом, група продовжувала випускати ще більше хітів і багатства, але напруга зростала, і в 1979 році Майкл розірвав стосунки зі своїм батьком/менеджером і продовжив міжнародний сольний музичний розважальний процес. кар'єра. Через чотири роки, у 1983 році, брати і сестри Майкла звільнили Джозефа Джексона з посади свого менеджера. У 1993 році Майкл Джексон звинуватив свого батька у фізичному та психічному насильстві; кілька інших братів і сестер підтвердили це твердження, але інші заперечували.

Кетрін Джексон (уроджена Кеті Б. Скруз) народилася 4 травня 1930 року в окрузі Барбор, штат Алабама, в сім'ї принца Альберта Скруза (1907–1997) і Марти Метті Апшоу (1907–1990). Після того, як у дитинстві перенесла синдром поліомієліту, вона постійно кульгала. Пізніше вона одужала від хвороби після того, як переїхала з родиною до Східного Чикаго, Індіана, де залишилася до зустрічі зі своїм чоловіком Джозефом Джексоном. Подружжя переїхало та купило невеликий дім у Гері, штат Індіана, де вони народили та виховали дев’ятеро дітей, а вона була матір’ю, яка залишалася вдома. Протягом усього свого життя Кетрін залишалася відданим Свідком Єгови і виховувала своїх дітей суворо згідно з тими самими духовними вченнями, які отримала й сама. Крім того, як талановиту піаністку та вокалістку, яка поділилася своїми талантами зі своїми дітьми, її пізніше вважали основою успіху її дітей. Після того як її сини прославилися як The Jackson 5, вона рішуче підтримувала своїх дітей і стала художником по костюмах для їхніх шоу та виступів. Деякі з пам'ятних моментів її безумовної підтримки відбулися, коли її сина Майкла судили, а потім виправдали за звинуваченнями в розбещенні в 1993 і 2005 роках. Зараз Кетрін живе в Калабасасі, Каліфорнія, де піклується про дітей свого покійного сина Майкла. Після звинувачень у тому, що Ренді та Джанет Джексон її могли утримувати проти її волі, Кетрін втратила опіку над дітьми Майкла, зрештою повернувши її у 2012 році.

## Друге покоління

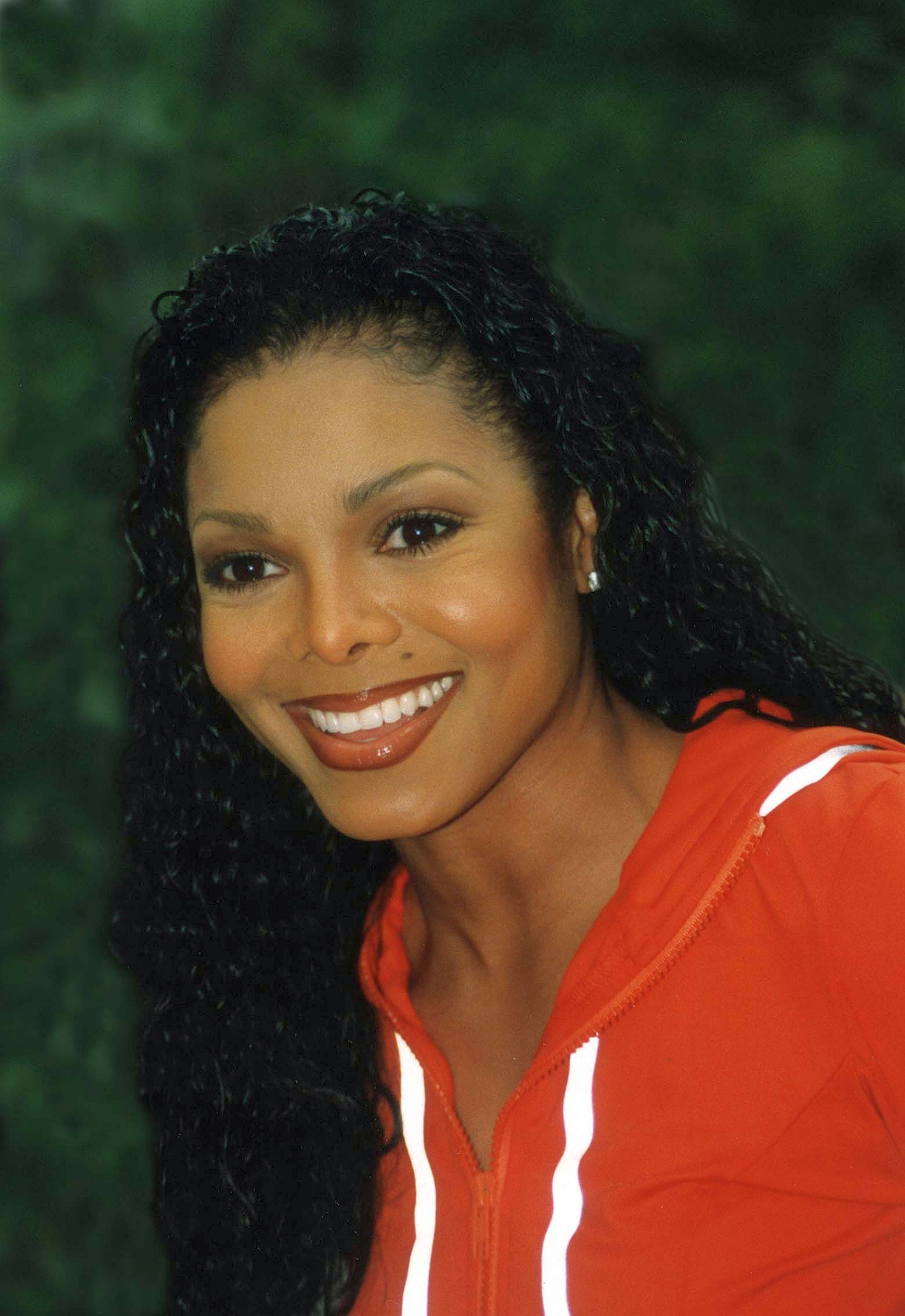
Джанет Джексон в 1998 році

Разом у Джо та Кетрін Джексон було десять дітей. Їхній син Брендон (близнюк Марлона) помер незабаром після народження. Інші дев’ятеро виросли й стали професійними музикантами, окрім інших професій.
- Морін Рейлетт «Ребі» Джексон (нар. 29 травня 1950 р.) [17]
- Зігмунд Еско «Джекі» Джексон (нар. 4 травня 1951) [17]
- Торіано Адаріл «Тіто» Джексон (15 жовтня 1953 — 15 вересня 2024) [17]
- Джермейн Ла Жон Джексон (нар. 11 грудня 1954 р.) [17]
- Ла Тойя Івонн Джексон (нар. 29 травня 1956 р.) [17]
- Марлон Девід Джексон (нар. 12 березня 1957 р.) [17]
- Брендон Девід Джексон (народився і помер 12 березня 1957) [18]
- Майкл Джозеф Джексон (29 серпня 1958 – 25 червня 2009 )
- Стівен Рендалл «Ренді» Джексон (нар. 29 жовтня 1961 р.) [19]
- Джанет Даміта Джо Джексон (нар. 16 травня 1966 р.) [17]

## Третє покоління
Є двадцять сім дітей, які складають третє покоління сім'ї Джексон разом з кількома правнуками. Деякі з них пішли стопами родини в індустрію розваг. Троє дітей Майкла Джексона, мабуть, найвідоміші з третього покоління. Майкл Джозеф Джексон молодший (нар. 13 лютого 1997), також відомий як «Принц», Періс — Майкл Кетрін Джексон (нар. 3 квітня 1998) і принца Майкла Джексона II, також відомого як «Ковдра», а тепер іменованого «Бігі» (нар. 21 лютого 2002 року), багато разів обговорювалися в пресі протягом їхнього життя, особливо після смерті їхнього батька в 2009 роц.
У Реббі, Тіто, Джекі та Джермейна також були діти, які потрапили під різний ступінь уваги ЗМІ. Остін Браун (нар. 22 листопада 1985), єдиний син Реббі Джексона, співак і автор пісень, який випустив кілька успішних синглів у жанрі поп/R&B. Три сини Тіто Джексона, Торіано Адаріл «Тадж» Джексон (нар. 4 серпня 1973), Тарілл Адрен Джексон (нар. 8 серпня 1975) і Тіто Джо Джексон (нар. 16 липня 1978) складають R&B/поп музичну групу 3T. 3T випустив три студійні альбоми та досяг помірного успіху в індустрії, переважно за межами Сполучених Штатів. Зігмунд Еско «Сіггі» Джексон молодший (нар. 29 червня 1977), старший син Джекі Джексона, є хіп-хоп виконавцем, який виступає під ім'ям «Dealz». Сіггі був автором-привидом для кількох незалежних виконавців і досяг невеликого успіху як сольний виконавець.  Джермейн Ла Жон «Джей» Джексон молодший (нар. 27 січня 1977), старший син Джермейна Джексона, зіграв свого батька в міні-серіалі 1992 року Джексони: Американська мрія, біографічному фільмі про сім'ю Джексона. 3 січня 2017 року, у віці 50 років, Джанет народила Ейсу Аль Мана, наймолодшого представника третього покоління.

## Подальше читання
- Giambusso, David (25 червня 2009). Michael Jackson memorabilia owner recalls turbulent past with musical family. The Star-Ledger. New Jersey.